# Four Lakes (Washington)
Four Lakes  est une census-designated place américaine de l'État de Washington dans le comté de Spokane. La communauté a été nommée ainsi en raison de la présence de quatre lacs près du site d’origine de la ville
La population était de 512 habitants en 2010.